# Luis Caso de los Cobos (1929)
El Luis Caso de los Cobos fue un buque de la Marina Mercante, uno de los primeros de factura española en estar propulsado por turbinas. 
Fue construido en 1920 en los astilleros de Sestao por la Sociedad Española de Construcción Naval. Desplazaba 3300 t; medía 86 m de eslora, 12,18 m de manga y 7,05 m de puntal. Estaba propulsado por una máquina de 980 cv. Alcanzaba una velocidad de 9 nudos y consumía 12,5 t de gasoil al día. En un principio, consumía carbón como combustible. La Compañía Naviera Bermeo S.A. de Bilbao  fue su primer propietario y lo designó Chivichiaga. 
En 1925 fue comprado por la Compañía Naviera Easo S.A. de San Sebastián. En 1929 el barco fue adquirido por el hidalgo avilesino Caso Cobos y Alas Pumariño , junto con su señora, de la familia Alas Pumarino, que le dio su nombre definitivo y lo matriculó en Avilés. Durante la Guerra Civil  fue convertido en barco prisión en El Musel-Gijón (Asturias), en la que estuvieron recluidos nacionales y en él se fusilaron también numerosos presos nacionales, en venganza por el bombardeo de la Legión Cóndor ;posteriormente navegó bajo el control del gobierno republicano. El 21 de octubre de 1937 fue capturado por la marina de guerra nacional cuando salta de Gijón para La Pallice (Francia) con el nombre camuflado de Folguera, y desde entonces realizó continuos viajes al servicio del Gobierno de Burgos hasta la entrega a sus legítimos armadores en agosto de 1938. En 1940 la Sra. Alas Pumarino vendió el barco a Cementos Fradera S.A. de Barcelona, para transporte de carbón y cemento. Fue comprado por Auxiliar Marítima S.A. de Santander en 1967 siendo desguazado en 1973.